# Чкаловский сельский совет (Новотроицкий район)
Чкаловский сельский совет (укр. Чкаловська сільська рада) — входит в состав
Новотроицкого района Херсонской области Украины.
Административный центр сельского совета находится в селе Чкалово
.

## История
- 1956 — дата образования.

## Населённые пункты совета
- с. Чкалово — 2691 чел. 2001 год
- с. Воскресенское — 530 чел. 2001 год
- с. Двойное — 546 чел. 2001 год
- с. Ковыльное — 471 чел. 2001 год